# Verlag Carl Ueberreuter
Verlag Carl Ueberreuter je nakladatelská společnost a velké soukromé nakladatelství v Rakousku, vydávající ročně více než 300 knižních novinek.

## Historie
V roce 1805 založil Georg Ueberreuter ve Vídni, v domě "U pelikána" (dnešní Alser Straße 24), vlastní tiskárnu. Na stejné adrese dosud sídlí nakladatelství "Verlag Carl Ueberreuter".
V roce 1866 převzala rodinná firma Salzer tiskárnu Ueberreuter. V té době již od roku 1798 vlastnila papírnu "Papwerfabrik". V roce 1946 firma založila nakladatelství.
Nakladatelství obrázkových knih "Aneta Betz Verlag", založené v Mnichově roku 1958, patří od roku 1972 k nakladatelství "Verlag Carl Ueberreuter" ve Vídni.
Firma vydává populárně naučné knihy, knihy pro děti a mládež, obrázkové knihy, fantastické a je zde také moderní antikvariát pod značkou "Label tosa". Název Tosa je odvozen od jména zakladatele Thomase Salzera a je nakladatelskou specialitou pro knihy v přijatelné ceně.
V létě 2006 nakladatelství odstartovalo segment programu velkého tisku s 30 tituly z oblasti krásné literatury, dobrodružné i rady do života.
Ueberreuter je rozšířeným nakladatelstvím v Rakousku a počítá se špičkovými knihami pro děti a mládež přeloženými do německého jazyka. Jako jedna z hlavní nabídky je pravidelný odběr fantastické literatury "Cena Wolfganga Hohlneina", která je dotována 10.000 Euro na literaturu tohoto žánru. Specializací této ceny "Wolfganga Hohlneina" je konkurs vyhlášený v roce 1983, tak říkajíc že byl "odkryt" Ueberreiterem.
V roce 1979 dostala firma státní vyznamenání a povolení od té doby v obchodním styku užívat spolkový znak. V dubnu 2007 se uskutečnil nákup "Lappan Verlag" GmbH v severoněmeckém Oldenburgu. Od 1991 až do léta 2000 patřilo k firmě Ueberreuter i hospodářské nakladatelství; toto bylo však prodáno "Süddeutschen Verlag" patřící skupině "Verlag Hüthig Fachinformationen GmbH", prodáno skupině patřící nakladatelství a sloučeno s "moderním průmyslem".